# Центр лыжного спорта (Щучинск)
Национальный Центр лыжного спорта — многофункциональный комплекс, расположенный в городе Щучинске (Казахстан, Акмолинская область, Бурабайский район). Используется для проведения учебно-тренировочных сборов молодёжных и национальных команд, а также республиканских и международных соревнований по зимним видам спорта, преимущественно по лыжным гонкам, биатлону, прыжкам на лыжах с трамплина. На базе Национального Центра лыжного спорта дислоцируется Центр Олимпийской подготовки по зимним видам спорта, первостепенной задачей которого является качественная подготовка перспективных молодых атлетов — резерва в национальные сборные Республики Казахстан.

## Общая информация

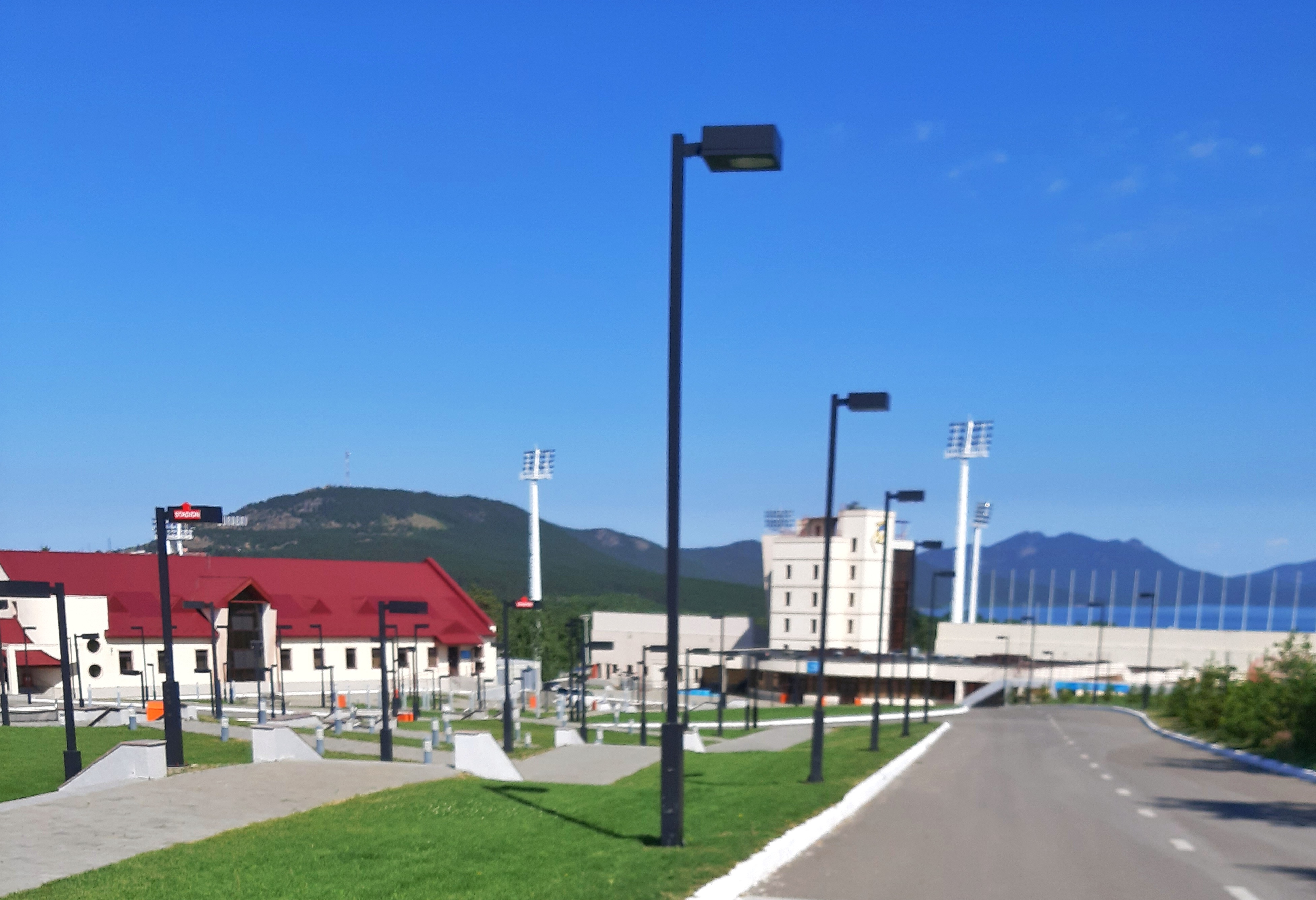
Национальный Центр лыжного спорта, г. Щучинск

Национальный Центр лыжного спорта построен на горе Каменуха и находится на высоте 425 метров над уровнем моря. Общая площадь Центра — 125,54 га, из них 85,2 га — лесной фонд. Строительство спортивного комплекса началось в 2006 году и продолжалось на протяжении 12 лет. В общей сложности на возведение Центра было потрачено 38 миллиардов тенге.
В состав Национального Центра лыжного спорта входит:
- спорткомплекс, включающий несколько спортивных залов, бассейн и сауну;
- лыжно-биатлонный стадион, включающий 16 сертифицированных FIS трасс, стрельбище, зрительские трибуны, вмещающие до 3000 человек;
- командные комнаты;
- судейский павильон;
- комплекс лыжных трамплинов, включающий трамплины К-90 и К-125, канатную дорогу, башню судей, тренерские трибуны, медпункт, допинг-контроль, амфитеатр, вместимостью до 12 000 зрителей;
- пресс-центр;
- гостиница;
- рестораны;
- Медико-восстановительный центр;
- административные здания.

В техническом плане спортивный комплекс соответствует требованиям Международной федерации лыжного спорта (FIS) и Международного союза биатлонистов (IBU).

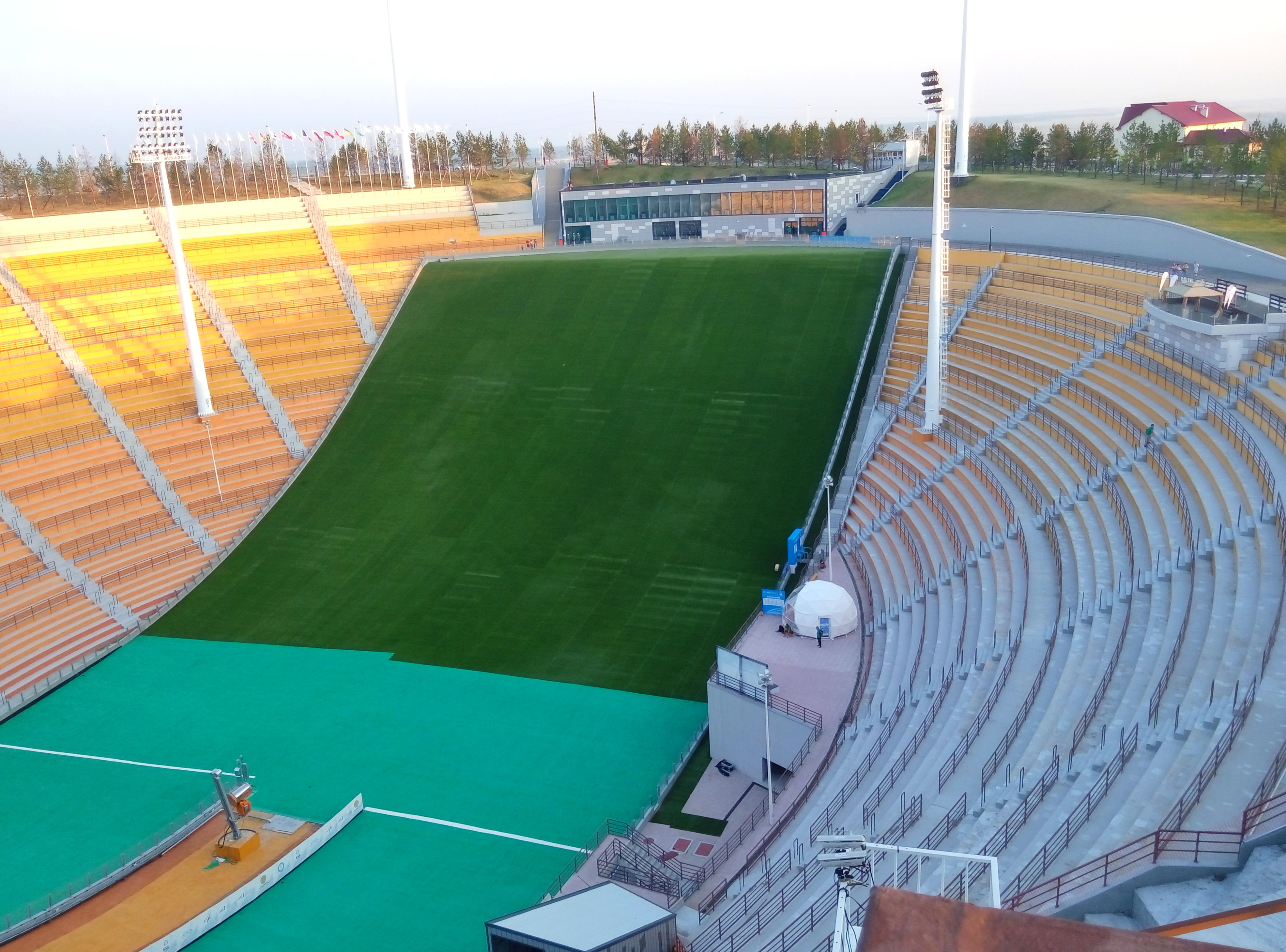
Комплекс трамплинов. Национальный Центр лыжного спорта, г. Щучинск

## Официальное открытие Центра
Открытие Национального Центра лыжного спорта состоялось 19 марта 2018 года. Сразу же после торжественных мероприятий прошли и первые международные соревнования — открытый Чемпионат РК по лыжным гонкам под эгидой Международной федерации лыжного спорта (FIS). Участие в нём приняли спортсмены из 11 регионов Казахстана, а также атлеты из России и Украины. Среди победителей первых FIS-стартов, прошедших на трассах комплекса, Анна Шевченко, Елена Коломина, Марина Матросова. В мужском зачете в тройке лидеров — Виталий Пухкало, Денис Волотка, Сергей Малышев.
Впервые в истории казахстанского лыжного спорта в рамках открытого Чемпионата РК была проведена ночная гонка. Спортсмены выступали в смешанном командном спринте при искусственном освещении и в сопровождении фейерверков. Лидерами ночных стартов стали Елена Коломина и Алексей Полторанин. Среди юниоров лучший результат был у Ксении Шалыгиной и Артема Ковалева.

## Открытие комплекса лыжных трамплинов

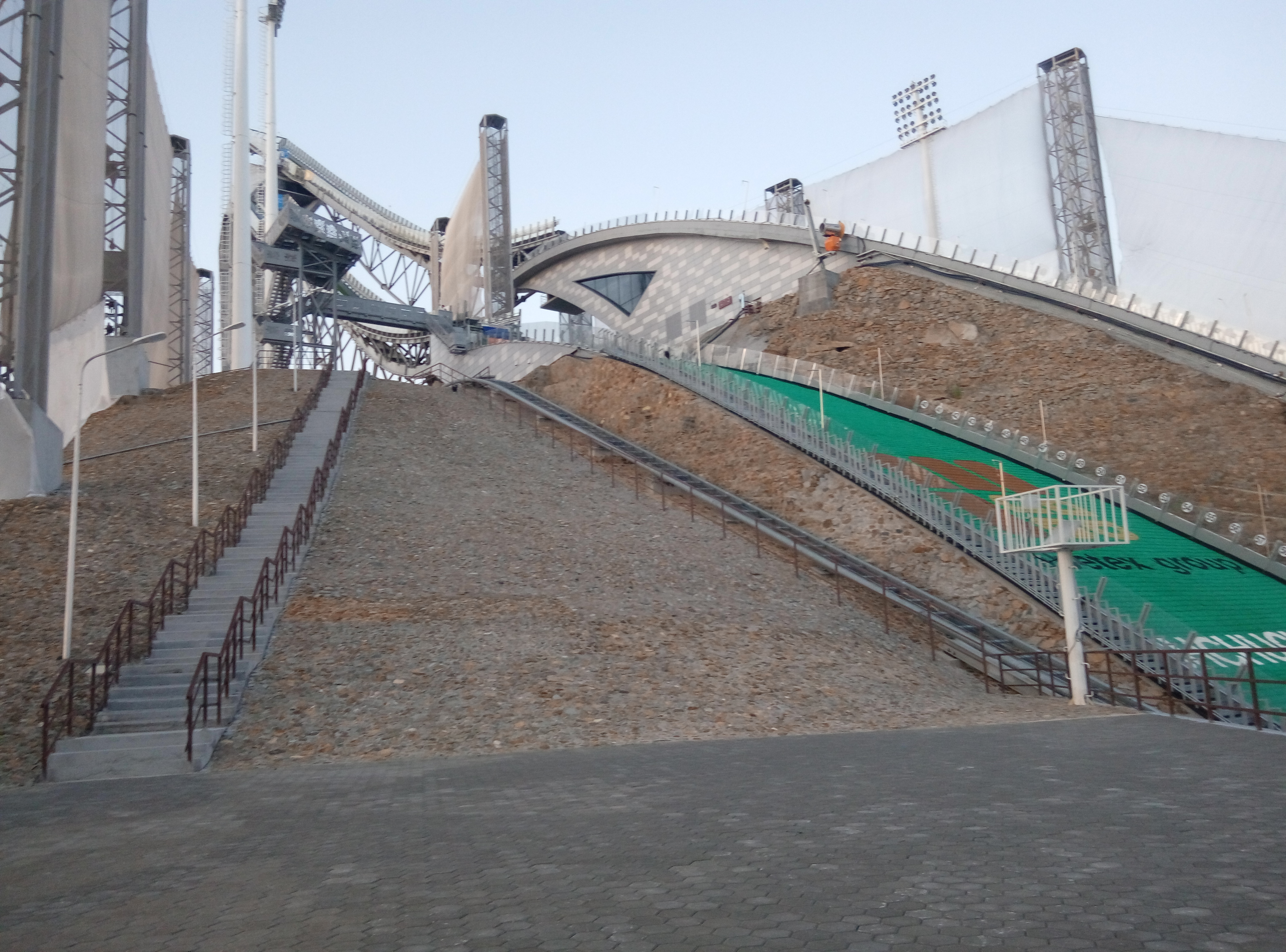
Комплекс трамплинов. Национальный Центр лыжного спорта, г. Щучинск

Официальное открытие комплекса трамплинов Национального Центра лыжного спорта состоялось 11 июля 2018 года. Старт работе спортивного сооружения дал первый президент Казахстана Нурсултан Назарбаев. Первыми с нового трамплина прыгнули «летающие» лыжники национальной сборной РК Сабыржан Муминов и Сергей Ткаченко, а также словенские атлеты Цене Превц и Юрий Тепеш. Первый рекорд трамплина принадлежит Сергею Ткаченко. В день открытия комплекса он совершил прыжок на 151 метр.
При возведении комплекса применялись инновационные строительные технологии. Ещё на стадии проектирования спортивного сооружения заложена ветрозащитная система. От ветра лыжников защищают с двух сторон специальные чаши. А на взлетной части трамплина установлены ветрозащитные сетки. Трамплины соответствуют требованиям Международной федерации лыжного спорта (FIS).
Ровно через год после официального открытия комплекса лыжных трамплинов, здесь состоялись первые международные соревнования — Летний Кубок FIS и Континентальный Кубок FIS. В стартах приняли участие представители 11 стран мира: Австрии, Норвегии, Швейцарии, Германии, Кореи, Румынии, Словении, Японии, России, Украины и Казахстана.

## Соревнования и другие мероприятия в Национальном Центре лыжного спорта
С момента официального открытия в Национальном Центре лыжного спорта прошло большое количество соревнований и других мероприятий. Среди них местные и республиканские чемпионаты, первенства и Кубки по лыжным видам спорта, старты по паралыжным гонкам.

### Под эгидойМеждународной федерации лыжного спорта (FIS)
- Чемпионат РК по лыжным гонкам (март, 2018 г.);
- Летний Чемпионат РК по лыжным гонкам (сентябрь, 2018 г.);
- Чемпионат РК по лыжным гонкам (март 2019 г.);
- Летний Кубок FIS по прыжкам на лыжах с трамплина (июль, 2019 г.);
- Континентальный Кубок FIS по прыжкам на лыжах с трамплина (июль, 2019 г.);
- Летний Чемпионат РК по лыжным гонкам (сентябрь, 2019 г.);
- Континентальный Кубок Восточной Европы (ноябрь, 2019 г.);
- 1 тур Чемпионата РК по лыжным гонкам (ноябрь, 2020 г.);
- 2 тур Чемпионата РК по лыжным гонкам (декабрь, 2020 г.);
- Кубок РК по лыжным гонкам (декабрь, 2020 г.);
- Летний Чемпионат РК по лыжным гонкам (август, 2021 г.);
- Летние этапы Кубка Мира FIS Гран-При по прыжкам на лыжах с трамплина среди мужчин (сентябрь, 2021 г.);
- I этап Континентального Кубка Восточной Европы по лыжным гонкам (ноябрь, 2021 г.);
- Чемпионат Республики Казахстан (март, 2022 г.);
- I этап Континентального Кубка Восточной Европы (ноябрь, 2022 г.);
- III этап Континентального Кубка Восточной Европы (март, 2023 г.).
- I этап Кубка мира по лыжероллерам (июль, 2023 г.)
- I этап Кубка Восточной Европы по лыжным гонкам (декабрь, 2023)
- II этап Кубка Восточной Европы по лыжным гонкам (декабрь, 2023 )
- II этап Кубка мира по лыжероллерам (август, 2024)
- I этап Кубка Восточной Европы по лыжным гонкам (ноябрь, 2024)
- II этап Кубка Восточной Европы по лыжным гонкам (декабрь, 2024)
- III этап Кубка Восточной Европы по лыжным гонкам (январь, 2025)

### Под эгидой Международного Союза биатлонистов (IBU)
- Открытый Чемпионат Азии по биатлону под эгидой Международного союза биатлонистов (IBU) (март-апрель, 2018 г.);
- Открытый Чемпионат Азии по биатлону среди юниоров (март, 2022 г.);
- Чемпионат мира среди юниоров и юношей по биатлону (март, 2023 г.)
- Летний Чемпионат Азии по биатлону (август-сентябрь, 2023 г.)

Помимо соревнований по лыжным видам спорта, проходили и другие масштабные мероприятия:
- LAN-финал Burabay Cyber Cup[6] (апрель, 2018 г.);
- Гонка Нации Race Nation Burabay[7] (сентябрь, 2018 г. и сентябрь, 2019 г.);
- Заседание Совета по физической культуре и спорту участников соглашения о сотрудничестве стран СНГ[8] (июнь, 2019 г.);
- Открытый турнир по настольному теннису Burabay Open[9] (июль, 2019 г.);
- Экстремальный забег Red Bull 400 Burabay[10] (август, 2019 г.).

## Дополнительные ссылки
1. Официальный сайт Национального Центра лыжного спорта и Центра Олимпийской подготовки по зимним видам спорта
2. Статья об открытии Национального Центра лыжного спорта на сайте Национального Олимпийского Комитета РК
3. Статья о посещении Первого Президента РК Нурсултана Назарбаева Национального Центра лыжного спорта на официальном сайте Президента РК
4. Статья об открытии Национального Центра лыжного спорта на сайте Министерства Культуры и спорта РК
5. Статья о первых соревнованиях в Национальном Центре лыжного спорта на сайте Министерства культуры и спорта РК
6. Информация о проведении проверки лыжных трамплинов представителями Международной федерации лыжного спорта (FIS)
7. Статья о Национальном Центре лыжного спорта в газете «Акмолинская правда»
8. Информация с пресс-конференции по случаю открытия Национального Центра лыжного спорта на сайте информационного агентства TIMESKZ.KZ
9. Информация о проведении Чемпионата Азии по биатлону в Национальном Центре лыжного спорта в газете «Акмолинская правда»
10. Информация о проведении международных соревнований по прыжкам на лыжах с трамплина на сайте информагентства Kazinform
11. Информация о проведении этапа Континентального Кубка Восточной Европы по лыжным гонкам в Щучинске на сайте Федерации лыжных гонок России
12. Строящийся трамплин в Щучинске может быть опасен для жизни спортсменов
13. Лучшая база лыжного спорта
14. Официальный сайт проведения Кубка Восточной Европы в Щучинске